# Oradea

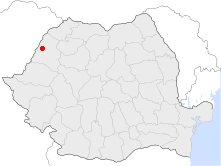
Vị trí trên bản đồ Romania

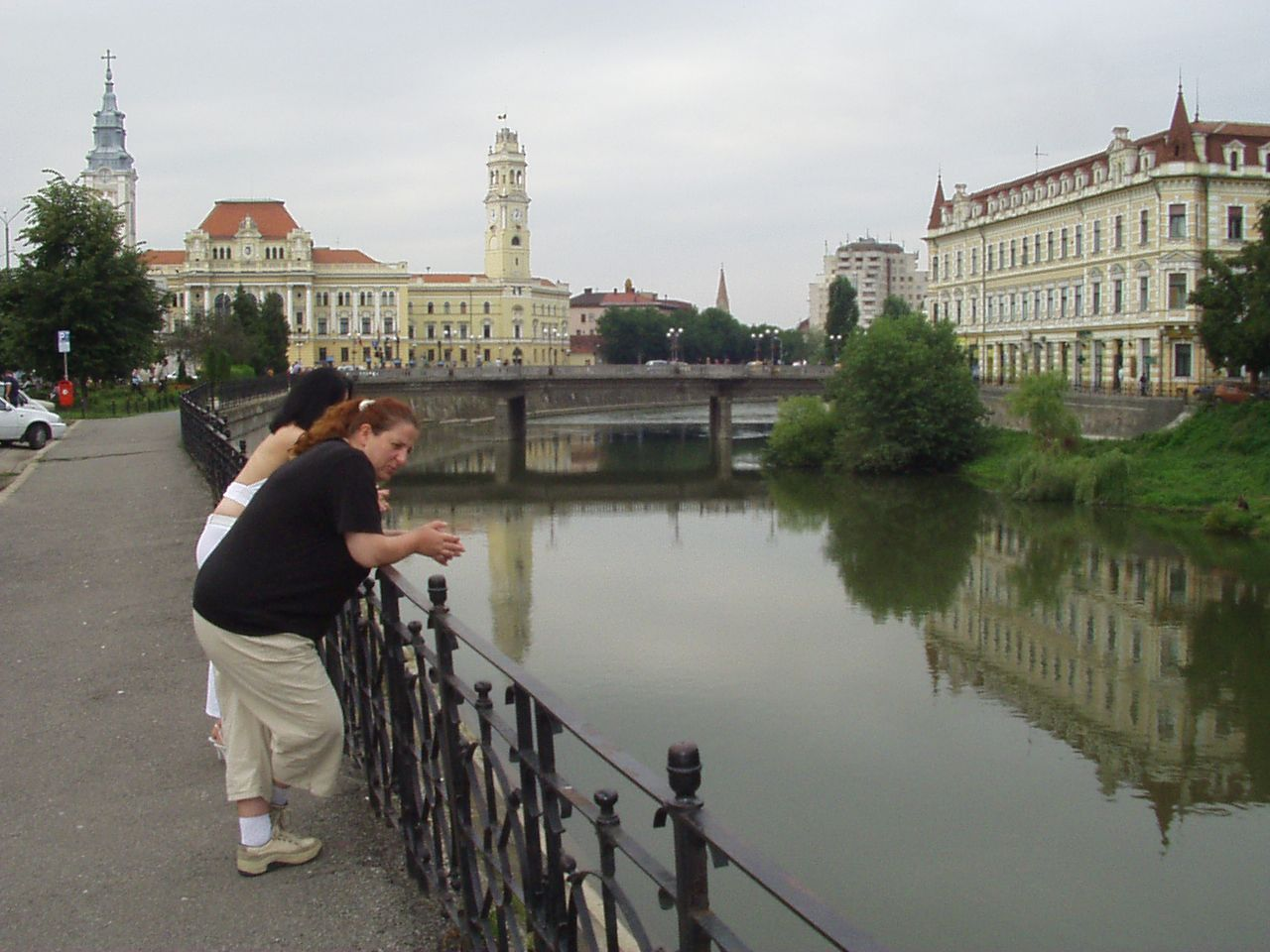
Sông Crişul Repede chảy qua trung tâm thành phố Oradea.

Oradea (tiếng Hungari: Nagyvárad; tiếng Đức: Großwardein) là một thành phố của România, thủ phủ của quận (judeţe) Bihor (BH), thuộc vùng Transilvania. Trong thành phố dân số là 206.614 người (theo thống kê dân số năm 2002), chưa tính đến những vùng ngoại vi thành phố, nếu tính cả thì tổng dân số thành phố vào khoảng 220.000. Oradea là một trong những thành phố thịnh vượng nhất của Romania.

## Địa lý
Thành phố nằm gần biên giới với Hungary, bên cạnh sông Crişul Repede.

## Lịch sử

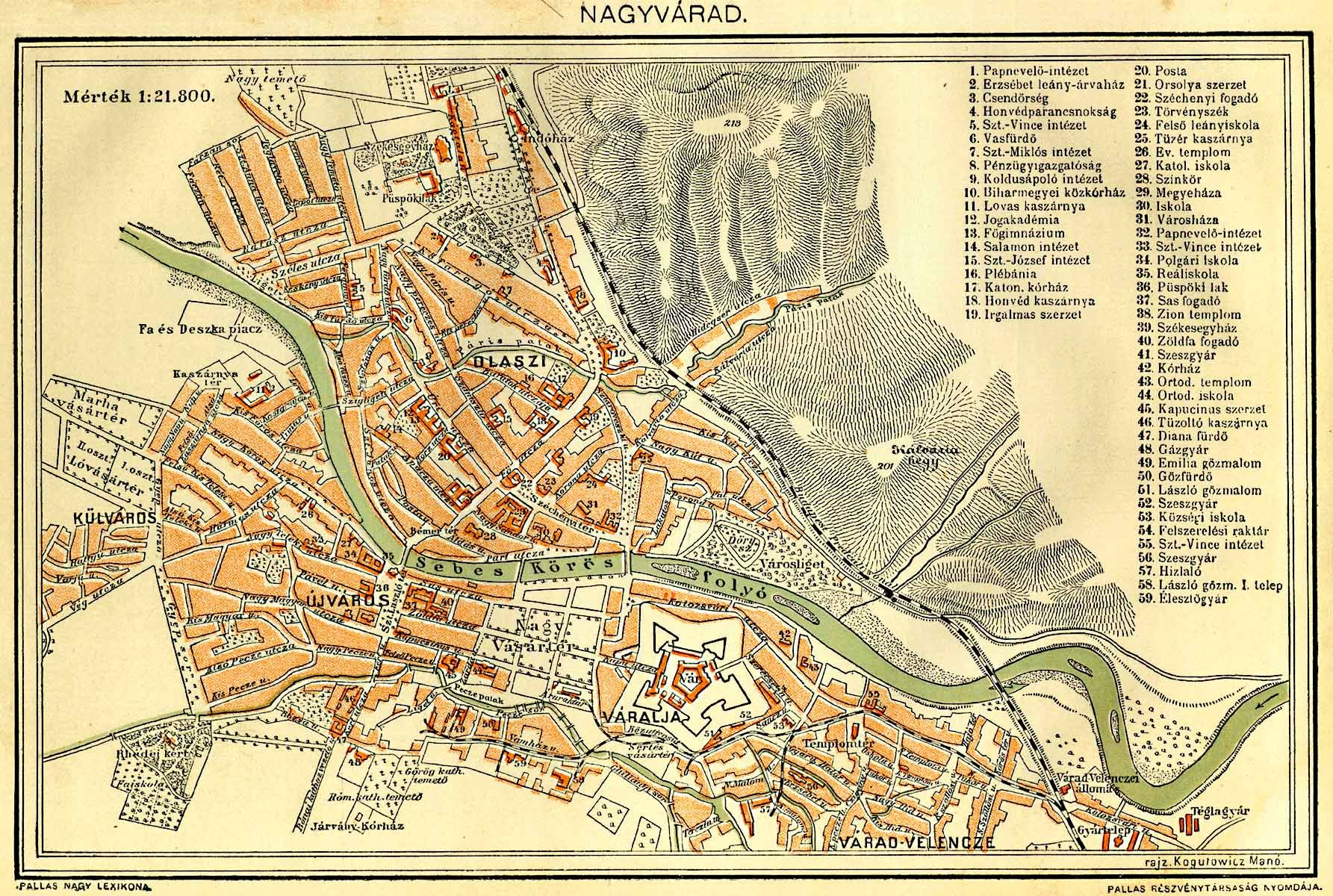
Oradea năm 1897

Oradea được nói đến lần đầu tiên vào năm 1113, với tên Latinh là Varadinum. Thành lũy Oradea, tàn tích của nó còn tồn tại đến ngày nay, được nói đến lần đầu tiên vào năm 1241 vì được bắt đầu sửa chữa và củng cố cho các cuộc tấn công của người Mông Cổ và người Tartar. Tuy nhiên thành phố này phải chờ đến thế kỷ 16 thì mới phát triển lên như một vùng thành thị. Vào thế kỷ 18, một kỹ sư người Viên, Franz Anton Hillebrandt, lập kế hoạch phát triển thành phố theo kiểu kiến trúc baroque và từ năm 1752 nhiều lâu đài được xây dựng như Nhà thờ Lớn Công giáo, Lâu đài Giám mục, và Muzeul Ţării Crişurilor (Viện Bảo tàng Đất Criş).
Thành phố này thuộc về Vương quốc Hungary hơn 800 năm, sau đó được nhượng lại cho România theo Hiệp ước Trianon vào năm 1920. Trong khoảng thời gian 1940-1944 thì thành phố này thuộc chủ quyền của Hungary. Tuy nhiên, sau khi kết thúc Đại chiến thế giới II thì nó lại thuộc chủ quyền của Romania.

## Kinh tế
Oradea trong một thời gian dài là một trong những thành phố thịnh vượng nhất của Romania, phần nhiều vì nó nằm cạnh biên giới với Hungary, biến nó thành cổng vào Tây Âu.
Oradea có tỷ lệ thất nghiệp là 6,0%, thấp hơn một chút dưới mức trung bình của Romania nhưng cao hơn rất nhiều so với tỷ lệ trung bình của quận Bihor, vào khoảng 2%. Oradea hiện nay sản xuất khoảng 63% sản phẩm công nghiệp của quận Bihor trong khi chỉ có 34,5% dân số quận. Những ngành công nghiệp chính là đồ gia dụng, dệt may và quần áo, giày dép và đồ ăn.
Vào năm 2003, trung tâm thương mại Lotus Market mở cửa ở Oradea, là trung tâm mua sắm lớn đầu tiên mở cửa trong thành phố.

## Dân tộc

### Trong lịch sử
- 1910: 69.000 người (người Romania: 5,6%, người Hung: 91,10%)
- 1920: 72.000 (R: 5%, H: 92%)
- 1930: 90.000 (R: 25%, H: 67%)
- 1966: 122.634 (R: 46%, H: 52%)
- 1977: 170.531 (R: 53%, H: 45%)
- 1992: 222.741 (R: 64%, H: 34%)

### Hiện nay
Trong tổng dân số, có các dân tộc dưới đây, theo thống kê dân số 2002:
- Người Romania: 145.295 (70,4%)
- Người Hung: 56.830 (27,5%)
- Người Di-gan: 2.466 (1,2%)
- Người Đức: 566 (0,3%)
- Người Slovak: 477 (0,2%)
- Người Do Thái: 172
- Người Ukrain: 76
- Người Bungaria: 25
- Người Nga: 25
- Người Serb: 17
- Người Séc: 9
- Người Thổ Nhĩ Kỳ: 9